# Marek Cecuła
Marek Cecuła (ur. 23 kwietnia 1944 w Częstochowie) – polski artysta ceramik.

## Życiorys
Pochodzi z polsko-żydowskiej rodziny związanej z Kielcami. W latach 50. wyemigrował do Izraela, gdzie uczył się ceramiki i odbył służbę wojskową. Następnie mieszkał w Brazylii i w Nowym Jorku, skąd w latach 90. powrócił do Polski.
Prowadził Design Studio Kielce, a potem we współpracy Polskimi Fabrykami Porcelany Ćmielów i Chodzież utworzył Ćmielów Design Studio. W swojej twórczości przywołuje temat pamięci o kieleckiej społeczności żydowskiej – zaprojektował m.in. rzeźbę Menora dedykowaną ofiarom likwidacji getta oraz nagrobny pomnik ofiar pogromu kieleckiego.
Odznaczony Złotym Medalem „Zasłużony Kulturze Gloria Artis” (2021).